# Stambeno-gospodarski sklop s kulom Banić u Donjem Docu
Stambeno-gospodarski sklop s kulom Banić nalazi se u selu Donjem Docu, zaselak Vlatkovići (Banići), Grad Omiš, na adresi Donji Dolac 33.

## Opis
Datacija: 18. do 20. stoljeće. U Poljicima, u selu Donji Dolac, zaselak Vlatkovići (Banići), uz sjevernu stranu padina Mosora, prema dolačkom polju smjestio se stambeno-gospodarski sklop s kulom Banić. Najveća građevina sklopa - Kula Banić, sagrađena je polovicom 19.st. dogradnjom već postojeće kuće To je prostrana kamena dvokatnica, pokrivena dvovodnim krovom s drvenom krovnom konstrukcijom i pokrovom od kamenih ploča. Prostorno uređenje kuće i okućnice obitelji Banić ukazuje na tradicijski način života poljičkih obiteljskih zadruga koje su bile zajednice više ogranaka (korti) i generacija krvnih srodnika. Poljičke obitelji nastojale su imati svećenika u svojoj obitelji, a iz obitelj Banić proizašlo je od 18. stoljeća do danas devetnaest svećenika, od kojih je jedan bio jedan šibenski biskup. U inventaru ruralne arhitekture dalmatinske unutrašnjosti, kućama kulama zvane su stambene katnice s puškarnicama. Kula Banić, u kojoj je bila bogata biblioteka te je služila i kao župna kuća, postala je kulturno, duhovno i odgojno središte Donjeg Doca.

## Zaštita
Pod oznakom Z-7517 zaveden je pod vrstom "nepokretna kulturna baština - pojedinačna", pravna statusa zaštićena kulturnog dobra.